# Skrugar Point
Skrugar Point är en udde i Kanada.   Den ligger i territoriet Nunavut, i den norra delen av landet, 3 800 km norr om huvudstaden Ottawa.
Terrängen inåt land är huvudsakligen kuperad, men åt nordost är den platt. Havet är nära Skrugar Point åt nordväst. Trakten är glest befolkad. Det finns inga samhällen i närheten.
Trakten runt Skrugar Point är permanent täckt av is och snö.